# Bulgária e as armas de destruição em massa
A Bulgária chegou a desenver armas de destruição em massa, principalmente as químicas. A produção de armas químicas foi concentrada em Smjadovo. Essa capacidade de produção provavelmente foi conseguida com a ajuda da URSS. Desde 2011 a Bulgária não possuem quaisquer armas de destruição em massa.

## Programa de mísseis
Bulgária tinha um arsenal de mísseis significativo, incluindo mísseis balísticos 67 SCUD-B, 50 FROG-7 e 24 SS-23. Uma vez que a URSS planejava implantar rapidamente suas próprias armas nucleares na Bulgária, no caso de uma guerra eclodiu, os mísseis não estavam armados com ogivas, mas apenas preparados para lançar armas soviéticas.
Os sistemas SS-23 tinham ogivas convencionais acrescido de uma capacidade de lançar armas de destruição em massa. Plataformas de lançamentos de mísseis nucleares e outros equipamentos foram desmantelados em 1991. A primeira brigada de mísseis foi criada em 1961. Em 1994, o país comprou 46 ogivas convencionais para seus SCUDs da Rússia. Todos os SCUDs, FROGs e mísseis SS-23 foram destruídos em 2002. Atualmente, a Bulgária opera uma dúzia de lançadores SS-21 Scarab-A, mas a informação sobre o número exato de mísseis é confidencial. Estão todos armados com ogivas convencionais de 160 kg cada.

## Armas químicas
Informações sobre as armas químicas da Bulgária é escassa. Uma única instalação de produção de armas químicas conhecida apenas está localizado perto de Smjadovo, que agora produz produtos químicos para fins civis. O país ratificou a Convenção sobre as Armas Químicas em 1994 e desmantelou o arsenal em 2000.

## Armas biológicas
Bulgária assinou e ratificou a Convenção sobre as Armas Biológicas, e não há nenhuma informação que indique que o país já desenvolveu tais armas.

## Armas nucleares
Bulgária nunca desenvolveu armas nucleares, apesar de alguns acordos com a União Soviética garantiu a implantação de ogivas Soviéticas em território Búlgaro em caso de uma guerra com a OTAN. Seus mísseis SS-23 eram de capacidade nuclear. Em meados dos anos 1990, o jornalista Goran Gotev investigou um depoimento de um capitão anônimo do Exército Soviético publicado na Komsomolskaia Pravda, que descreveu em detalhes uma suposta instalação de armas nucleares Soviética-Búlgara que hospedou 70 ogivas para mísseis táticos. O local consistia em "blocos de apartamentos de três a quatro andares, quartéis, um refeitório, um campo desportivo, um clube social, uma loja e uma praça", e tinha 130 funcionários. A unidade foi dissolvida em 1989, as ogivas foram rapidamente enviadas para a Ucrânia e todos os equipamentos, uniformes e fotos que estavam presentes na unidade foram destruídos. Outro oficial do Exército russo mais tarde negou a história. No entanto, na década de 80 quatro majores da Força Aérea da Bulgária receberam treinamento na União Soviética para lançar armas nucleares a partir de aviões MiG-29BN.
Em 2001, o Ministério das Relações Exteriores da Bulgária negou a "presença" de armas nucleares na Bulgária.
O país tem o potencial de criar um programa nuclear militar, tendo uma central nuclear em Kozloduj com a sua própria instalação de armazenamento de plutônio. Um centro de pesquisa nuclear com 200 kW está em operação em Sófia. O reator produz alguns materiais nucleares, que é armazenado perto de Novi Khan.
Como parte de seus esforços para salvaguardar o potencial utilizável em armas de material atômico, a agência nuclear das Nações Unidas vigia a Bulgária, com a remoção de urânio altamente enriquecido armazenado no reator de pesquisa durante o desligamento, em Sófia. A substância, que é de 36% enriquecido e assumia a forma de combustível novo, foi levado em dezembro de 2003 para a Rússia, pelo fornecedor inicial, de acordo com a Agência Internacional de Energia Atômica (AIEA). Salvaguardas da Agência e inspetores monitoraram e verificaram o acondicionamento do combustível, o que Moscou diz que vai voltar a fabricar urânio de baixo enriquecimento.